# Comté de Dewey (Oklahoma)
Pour les articles homonymes, voir Comté de Dewey.
Le comté de Dewey est un comté situé dans l'État de l'Oklahoma, aux États-Unis. Le siège du comté est Taloga. Selon le recensement de 2000, sa population est de 4 748 habitants.

## Comtés adjacents
- Comté de Woodward (nord)
- Comté de Major (nord)
- Comté de Blaine (est)
- Comté de Custer (sud)
- Comté de Roger Mills (sud-ouest)
- Comté d'Ellis (nord-ouest)

## Principales villes
- Camargo
- Leedey
- Oakwood
- Putnam
- Seiling
- Taloga
- Vici